# Raimo Sonninen
Raimo Sonninen, född 1948, är en finländsk entreprenör inom fritidsbåtsbranschen
Raimo Sonninen köpte som tonåring en racerbåt på 500 kubikcentimeter med 100 hk, vilken nådde 150 km/h. Han började 1970 tillverka båtar i glasfiberarmerad plast i sitt garage, vilket ledde till grundandet av företaget Oy Bella Veneet. Detta blev en av Finlands största tillverkare av fritidsmotorbåtar, med fabriker i Kuopio och Larsmo.
Raimo Somminen sålde 2018 aktiemajoriteten i företaget till Nimbus Boats i Göteborg.
Efter att ha sålt företaget, etablerade Raimo Ronninen tillsammans med en kompanjon spat Kuopian Saana i Kuopio med ett lägenhetshotell och en sporthall bredvid vid Kallavesi.